# Petit icosicosidodecàedre xato
En geometria, el petit icosicosidodecàedre xato o bé disicosidodecàedre xato és un políedre estelat uniforme, indexat com a U32. Té 112 cares (100 triangles i 12 pentagrames), 180 arestes i 60 vèrtexs. El seu nucli d'estelació és un dodecàedre pentakis truncat. També s'anomena icosàedre holoxato, ß{3,5}.
Les 40 cares triangulars no xates formen 20 parells coplanars, formant hexàgons estelats que no són regulars. A diferència de la majoria de políedres xatos, té simetries de reflexió.

## Envolupant convexa
La seva envolupant convexa és un icosàedre truncat.
| Icosàedre truncat (cares regulars) | Envolupant convexa (Hexàgons isogonals) |

## Coordenades cartesianes
Les coordenades cartesianes dels vèrtexs del petit icosicosidodecàedre xato són totes les permutacions parells de
(±(1-ϕ+α), 0, ±(3+ϕα))
(±(ϕ-1+α), ±2, ±(2ϕ-1+ϕα))
(±(ϕ+1+α), ±2(ϕ-1), ±(1+ϕα))
on ϕ = (1+√5)/2 és la raó àuria i α = √3ϕ−2.